# 小行星1079
小行星1079（1079 Mimosa）是一颗围绕太阳公转的小行星。1927年1月14日，喬治·范·比斯布魯克在威廉斯湾发现了此天体。
該小行星以含羞草命名。
这颗小行星的绝对星等为11.14等。